# Phasianelle brune
Macropygia phasianella
Espèce
Statut de conservation UICN

 LC  : Préoccupation mineure
La Phasianelle brune (Macropygia phasianella) est une espèce australienne d'oiseaux de la famille des Columbidae (la famille des pigeons).

## Description
Cet oiseau mesure 40 à 43 centimètres de long. Son plumage est brun-roux. Le mâle a souvent des reflets roses et verts sur le cou. Il a une très longue queue et des ailes courtes.

## Distribution et habitat
On le trouve dans l'Est de l'Australie depuis Weipa et Aurukun, au Nord du Queensland, jusqu'à Bega en Nouvelle-Galles du Sud au Sud et vers l'ouest jusqu'à Atherton et Toowoomba. En cas de manque de nourriture, il peut remonter vers le Nord jusqu'en Nouvelle-Guinée, Indonésie et même Philippines.
Il vit dans les forêts et les bois.

## Alimentation
Il se nourrit de baies.

## Mode de vie
Il vit en couples ou en petits groupes. Il vole sur de courtes distances et s'envole à grand bruit.

## Reproduction
La saison des amours est au printemps et en été. Il fait un nid de branches et de lianes dans la fourche ou au sommet d'un arbre. Il pond un seul œuf.

## Sous-espèces
Selon Alan P. Peterson, il en existe trois sous-espèces
- Macropygia phasianella phasianella (Temminck) 1821
- Macropygia phasianella quinkan Schodde 1989
- Macropygia phasianella robinsoni Mathews 1912